# Sofiiți, Kărdjali
Sofiiți (în bulgară Софийци) este un sat în comuna Djebel, regiunea Kărdjali,  Bulgaria. 

## Demografie
Componența etnică a satului Sofiiți
     Turci (76,36%)
     Bulgari (8,18%)
     Nicio identificare (15,45%)
     Altele (0%)
La recensământul din 2011, populația satului Sofiiți era de 110 locuitori. Din punct de vedere etnic, majoritatea locuitorilor (76,36%) erau turci, cu o minoritate de bulgari (8,18%). Pentru 15,45% din locuitori nu este cunoscută apartenența etnică.